# Triplophysa ninglangensis
Triplophysa ninglangensis är en fiskart som beskrevs av Wu och Wu, 1988. Triplophysa ninglangensis ingår i släktet Triplophysa och familjen grönlingsfiskar. Inga underarter finns listade i Catalogue of Life.